# Algyő
Algyő är en ort (stor by) i provinsen Csongrád-Csanád i Ungern. År 2019 hade Algyő totalt 5 274 invånare.